# Labastide-Cézéracq
Labastide-Cézéracq – miejscowość i gmina we Francji, w regionie Nowa Akwitania, w departamencie Pireneje Atlantyckie.
Według danych z roku 1990 gminę zamieszkiwały 403 osoby, a gęstość zaludnienia wynosiła 80 osób/km² (wśród 2290 gmin Akwitanii Labastide-Cézéracq plasuje się na 789. miejscu pod względem liczby ludności, natomiast pod względem powierzchni na miejscu 1425.).